# Golub selac
Golub selac ili divlji golub (Ectopistes migratorius) je izumrla vrsta goluba koje je bila endemska u Severnoj Americi. Njegovo uobičajeno ime potiče od francuske reči passager, što znači „prolaziti”, zbog migratornih navika ove vrste. Naučno ime se takođe odnosi na njegove migracione karakteristike. Morfološki je sličan plačućem golubu (Zenaida macroura) i dugo se mislilo da je njegov najbliži rođak. Te dve vrste su više puta poistovećivane, međutim genetska analiza je pokazala da je rod Patagioenas bliži srodnik nego Zenejda golubovi.
Golub selac je bio polno dimorfan po veličini i obojenosti. Mužjak je bio dugačak 390 do 410 mm, uglavnom siv na gornjim delovima, bleđi na donjim delovima, sa iridescentnim bronzanim perjem na vratu, i crnim mrljama na krilima. Ženka je bila duga 380 do 400 mm, i bila je sveukupno bezizražajnija i u većoj meri smeđa od mužjaka. Mladunci su bili slični ženki, ali bez iridescencije. Ova vrsta je naseljavala uglavnom listopadne šume istočne Severne Amerike, a zabeležena je i drugde. Razmnožavala se pre svega oko Velikih jezera. Ova golub je migrirao u enormnim jatima, neprestano tražeći hranu, sklonište i uzgojne lokacije, i nekada je bio najzastupljenija ptica u Severnoj Americi, brojeći oko 3 milijarde, a verovatno i do 5 milijardi, „u vreme otkrića Amerike”, prema A. V. Šorgeru.
Iako je jedno genetsko istraživanje zaključilo da ova ptica nije uvek bila toliko obilno zastupljena, i da je veličina populacije dramatično fluktuirala tokom vremena, jedna novija studija je otkrila dokaze da to nije bila tačna interpretacija genetskih podataka, i umesto toga zaključeno je da je veličina populacije goluba selaca bila stabilna najmanje 20.000 godina pre „njenog opadanja u 19. veku i konačnog izumiranja”. Golub seleac je bio veoma brz letač, i mogao je veoma brzo da dosegne brzinu od 100 km/h. Ova ptica se hranila uglavnom žirom, voćem i beskičmenjacima. Ova vrsta je praktikovala zajedničko gneždenje i kooperativni uzgoj, a njena ekstremna društvenost može biti povezana sa traženjem hrane i zasićenošću grabežljivca.
Golube selce su lovili domorodački Amerikanci, ali je lov znatno pojačan nakon prispeća Evropljana, posebno u 19. veku. Meso golubova je komercijalizovano kao jeftina hrana, što je rezultiralo masovnim lovom tokom mnogih decenija. Postoji nekoliko drugih faktora koji su doprineli opadanju i naknadnom izumiranju ove vrste, uključujući smanjivanje velike rasplodne populacije neophodne za očuvanje vrste i široko zastupljeno krčenje šuma, što je uništilo njeno stanište. Polagan pad veličine populacije između oko 1800. i 1870. godine pratio je brzi pad između 1870. i 1890. godine. Smatra se da je poslednja potvrđena divlja ptica ustreljena 1901. Poslednje ptice u zatočeništvu bile su podeljene u tri grupe oko prelaza 20. veka, od kojih su neke bile fotografisane žive. Marta, za koju se smatra da je bila poslednji golub selac, umrla je 1. septembra 1914. godine u zoološkom vrtu u Sinsinatiju. Iskorenjivanje ove vrste je zapažen primer antropogenog izumiranja.

## Taksonomija
Švedski prirodnjak Karl Line skovao je binomijalno ime Columba macroura za plačućeg goluba i goluba selca u izdanju njegovog rada Systema Naturae iz 1758. godine (koji je početna tačka biološke nomenklature), pri čemu izgleda da je smatrao da su identični. Ovaj kompozitni opis citirao je izveštaje o tim pticama u dve knjige oblavljene pre Lineovog doba. Jedan od njih bio je opis goluba selca Marka Katesbija, koji je objavljen u njegovom delu „Prirodna istorija Karoline, Floride i ostrva Bahama” od 1731. do 1743. godine, u kome je ova ptica nazivana Palumbus migratorius, a koji je sadržao najraniju objavljenu ilustraciju vrste. Katesbijev opis je kombinovao sa opisom plačućeg goluba iz 1743. godine Džordž Edvards, koji je za tu pticu koristio ime C.&nbsp;macroura. Ništa ne upućuje na to da je Line ikad video primerke tih ptica, i smatra se da je njegov opis u potpunosti izveden iz ovih ranijih izveštaja i njihovih ilustracija. U svom izdanju Systema Naturae iz 1766. godine, Line je odbacio ime C.&nbsp;macroura, i umesto njega koristio je ime C.&nbsp;migratoria za goluba selca, a C.&nbsp;carolinensis za plačućeg goluba. U istom izdanju, Line je takođe nazvao C.&nbsp;canadensis, na bazi Turtur canadensis, kao što je to činio Matiren Žak Brison 1760. godine. Kasnije se pokazalo da je Brisonov opis zasnovan na ženki goluba selca.
Godine 1827 Vilijam Svenson je premestio goluba selca iz roda Columba u novi monotipski rod Ectopistes, delom usled dužine krila i klinastog oblika repa. Godine 1906. Autram Bengs je predložio da pošto je Line u potpunosti kopirao Katesbijev tekst kad je formulisao C.&nbsp;macroura, to ime bi trebalo da se odnosi na goluba selca, kao E.&nbsp;macroura. Godine 1918. Hari Oberholzer je predložio da C.&nbsp;canadensis treba da ima prednost nad C.&nbsp;migratoria (kao E.&nbsp;canadensis), kao što se pojavilo na ranijoj stranici u Lineovoj knjizi. Fransis Heming je 1952. godine predložio da Međunarodna komisija za zoološku nomenklaturu (ICZN) osigura specifično ime macroura za plačućeg goluba, i naziv migratorius za goluba selca, budući da su ta imena nameravali da koriste autori na čijim radovima je Line zasnovao svoj opis. Ovo je prihvatio ICZN, koji je 1954. godine koristio svoja plenarna ovlašćenja za određivanje vrste za respektivna imena.

### Evolucija
Golub selac je član familije goluba, Columbidae. Dugo se smatralo, po morfološkoj osnovi, da su njegovi najbliži živi srodnici golubi Zenejda, a naročito fizički slični plačući golub (sada Z.&nbsp;macroura). Čak je sugerisano da plačući golub pripada rodu Ectopistes, a neki autori su ga naveli kao E.&nbsp;carolinensis, uključujući Tomasa Majo Brua. Golub selac navodno vodi poreklo od golubova Zenajde koji su se prilagodili šumama na ravnicama centralne Severne Amerike.

## Literatura
- Blockstein, D. E. (2002). „Passenger Pigeon Ectopistes migratorius”.  Ур.: Poole, A.; Gill, F. The Birds of North America. Philadelphia: The Birds of North America, Inc., Cornell Lab of Ornithology. стр. 611. Приступљено 3. 3. 2016.
- Fuller, E. (2014). The Passenger Pigeon. Princeton and Oxford: Princeton University Press. ISBN 978-0-691-16295-9.
- Greenberg, Joel (2014). A Feathered River Across the Sky: The Passenger Pigeon's Flight to Extinction. New York: Bloomsbury USA. ISBN 978-1-62040-534-5.
- Mann, C. C. (2005). „The Artificial Wilderness”. 1491: New Revelations of the Americas Before Columbus. New York: Alfred A. Knopf. стр. 315–318. ISBN 978-1-4000-4006-3.
- Schorger, A. W. (1955). The Passenger Pigeon: Its Natural History and Extinction. Madison, WI: University of Wisconsin Press. ISBN 978-1-930665-96-5.